# يوريكو (لاعب كرة قدم مواليد 1984)
يوريكو هو لاعب كرة قدم برازيلي في مركز الدفاع، ولد في 23 سبتمبر 1984 في بيراسيكابا في البرازيل. لعب مع نادي إيتوانو.

## وصلات خارجية
- يوريكو (لاعب كرة قدم مواليد 1984) على موقع قاعدة بيانات كرة القدم.إي يو (الإنجليزية)
- يوريكو (لاعب كرة قدم مواليد 1984) على موقع Soccerway.com (الإنجليزية)